# NGC 4296
NGC 4296 é uma galáxia lenticular (SB0) localizada na direcção da constelação de Virgo. Possui uma declinação de +06° 39' 13" e uma ascensão recta de 12 horas, 21 minutos e 28,4 segundos.
A galáxia NGC 4296 foi descoberta em 13 de Abril de 1784 por William Herschel.